# Ян Ромер
Ян Едвард Ромер (пол. Jan Edward Romer; 3 травня 1869, Львів, Долитавщина, Австро-Угорщина — 5 березня 1934, Варшава, Польська Республіка) — німецький та польський військовик. Дивізійний генерал війська Польського. 1919 року, під час польсько-української війни, командував оперативною групою «Буг» (Жовква — Кам'янка — Рава-Руська). Кавалер Командорського Хреста Ордена Відродження Польщі.

## Життєпис
Народився в м. Львів у сім’ї повітового старости. Здобув освіту в  гімназії м. Новий Сонч (нині Польща). Чл. таємних польських організацій. З 1887 – на військовій службі в  австро-угорській армії. Випускник військової технічної академії у м. Відень (1890). Штабним офіцером змінив низку військових підрозділів. З 1911 – підполковник. У 1913 – командир 32-го полку польових гармат. Воював з цим полком на Східному та Італійському фронтах. З  1914 – полковник. З 1916 – командувач артилерії піхотної дивізії, згодом піхотного корпусу, пізніше 5-ї артбригади  та спец. артгрупи. 6.02.1918 іменований генерал-майором, з 1.11.1917 – командир артилерії 9-го корпусу. 3 листопада 1918 р. поранений потрапив у англійський полон. Після звільнення 5 грудня 1918 р. прибув до м. Краків. Прийнятий до польської армії. Керівник генерального округу “Лодзь”. 21.12.1918 очолив генеральний округ “Люблін”, 5 січня 1919 р. – операційну групу “Буг”, що воювала на українському фронті. 10 січня 1919 прорвав українське оточення м. Львів від м. Брюховичі до с. Дубляни. 
У  березні - грудні.1919 очолював польську військову місію із закупівель у  м. Париж (Франція). У грудні 1919 – липні 1920 воював на українському та більшовицькому фронтах. У липні – вересні.1920 – член делегації Польщі на переговорах із радянською Росією.
У вересні 1920 – вересні 1921 – керівник Начального військового контролю. 1 січня 1920 нагороджений орденом “Virtuti Militari”. 25 вересня 1921 р. очолив округ корпусу № 2 в м. Люблін. 3 травня 1922 підвищений до генерала дивізії. 
З  1 вересня 1924 належав до Військової ради Польщі. З 10 липня 1926  – інспектор армії. 
31 липня 1932 подав у відставку. Проживав у м. Варшава. Автор спогадів.
Помер у м. Варшава, де й похований на військовому Повонзківському цвинтарі.

## Вшанування пам'яті
1943 року ім'ям генерала Яна Ромера у місцевості Личаків названо вулицю (нинішня вулиця Вагилевича).